# آشپزی رواندایی

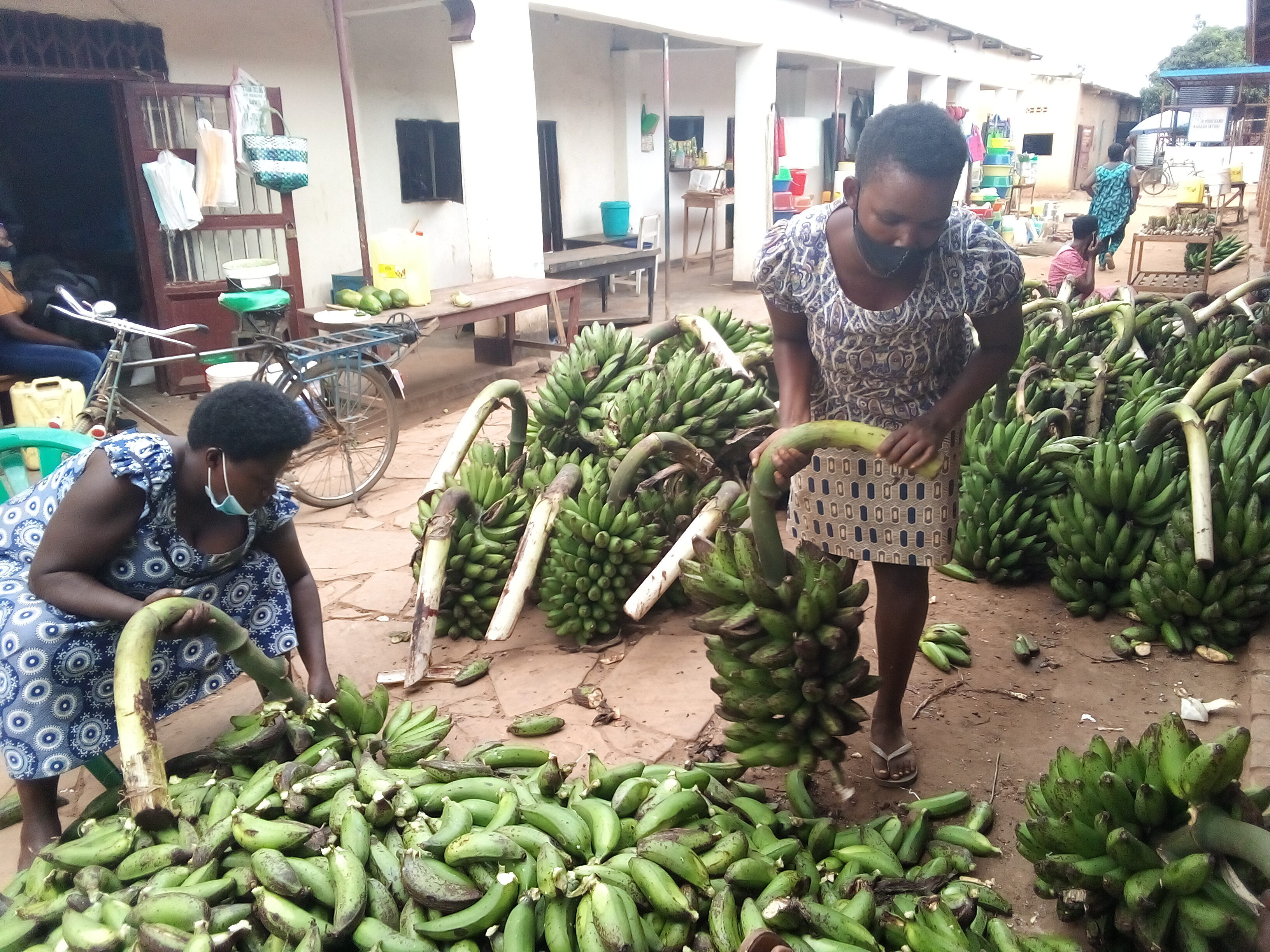
ایبیتوکی

آشپزیی رواندایی بر اساس غذاهای اصلی محلی تولید شده با کشاورزی سنتی-معیشتی است و از نظر تاریخی در مناطق مختلف متفاوت بوده است.

## پس زمینه
مواد غذایی اصلی رواندا شامل موز، پلانتین، حبوبات، سیب زمینی شیرین، لوبیا و کاساوا (مانیوک) است. از نظر تاریخی این به ویژه در مورد مردمان توا و هوتوها که شکار و کشاورزی می‌کردند، صادق است. رژیم غذایی آنها سرشار از سبزیجات و دچار کمبود پروتئین حیوانی بود که در نتیجه مقدار مصرف کم محصولات حیوانی اتفاق افتاده بود. توتسی‌ها به‌طور سنتی دامدار بودند و مقدار بیشتری شیر و محصولات لبنی مصرف می‌کردند. اکثریت مردم رواندا به کشاورزی وابسته هستند و اکثریت آن‌ها دسته‌ای از کشاورزان هستند به دلیل چالش‌های دسترسی به بازارها، آنچه را تولید می‌کنند، نمی‌فروشند.
امروزه بسیاری از روانداهایی گوشت زیادی مصرف می‌کنند. برای کسانی که در نزدیکی دریاچه‌ها زندگی می‌نمایند و به ماهی دسترسی دارند، تیلاپیا ماهی محبوب است. سیب‌زمینی که تصور می‌شود توسط استعمارگران بلژیکی و آلمانی به رواندا معرفی شده است، اکنون بسیار محبوب است و در شهرهای گیتاراما و بوتاره کشت می‌شود.

## غذاهای ملی

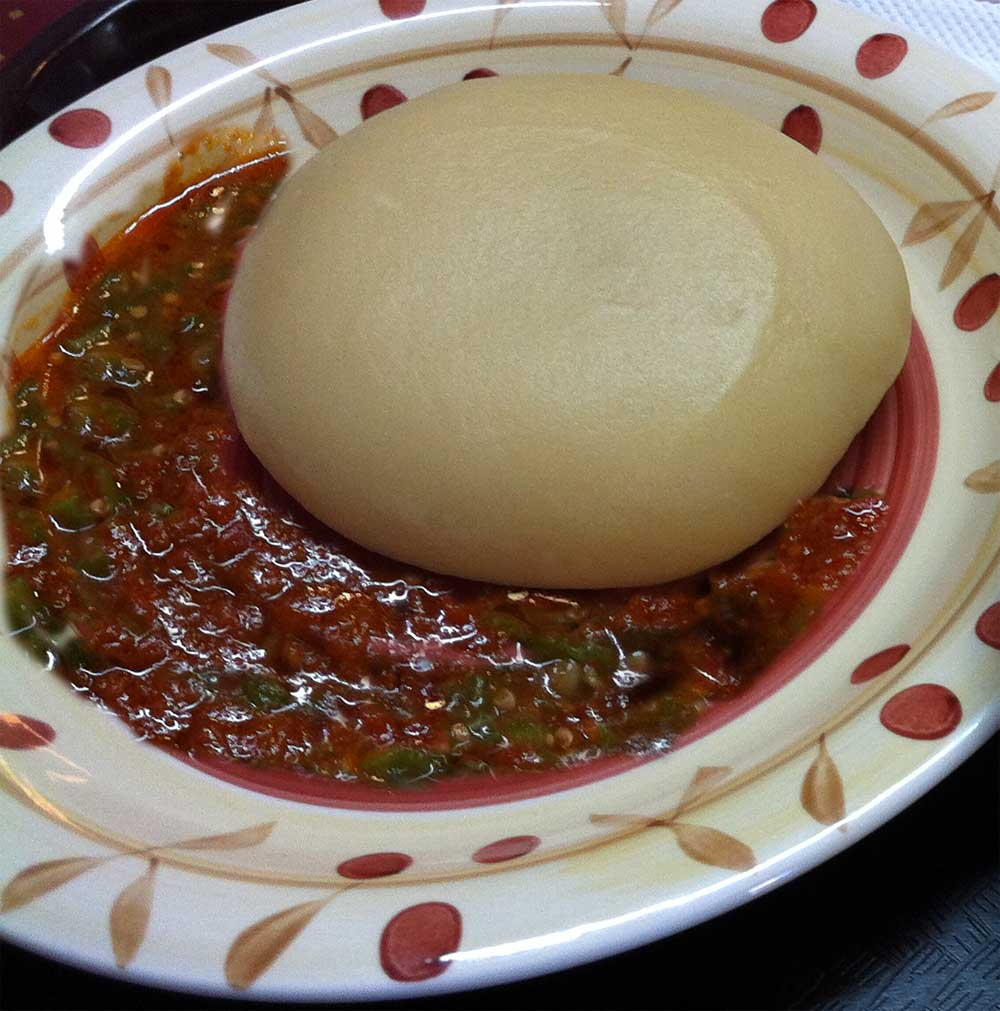
اوگالی با خورش

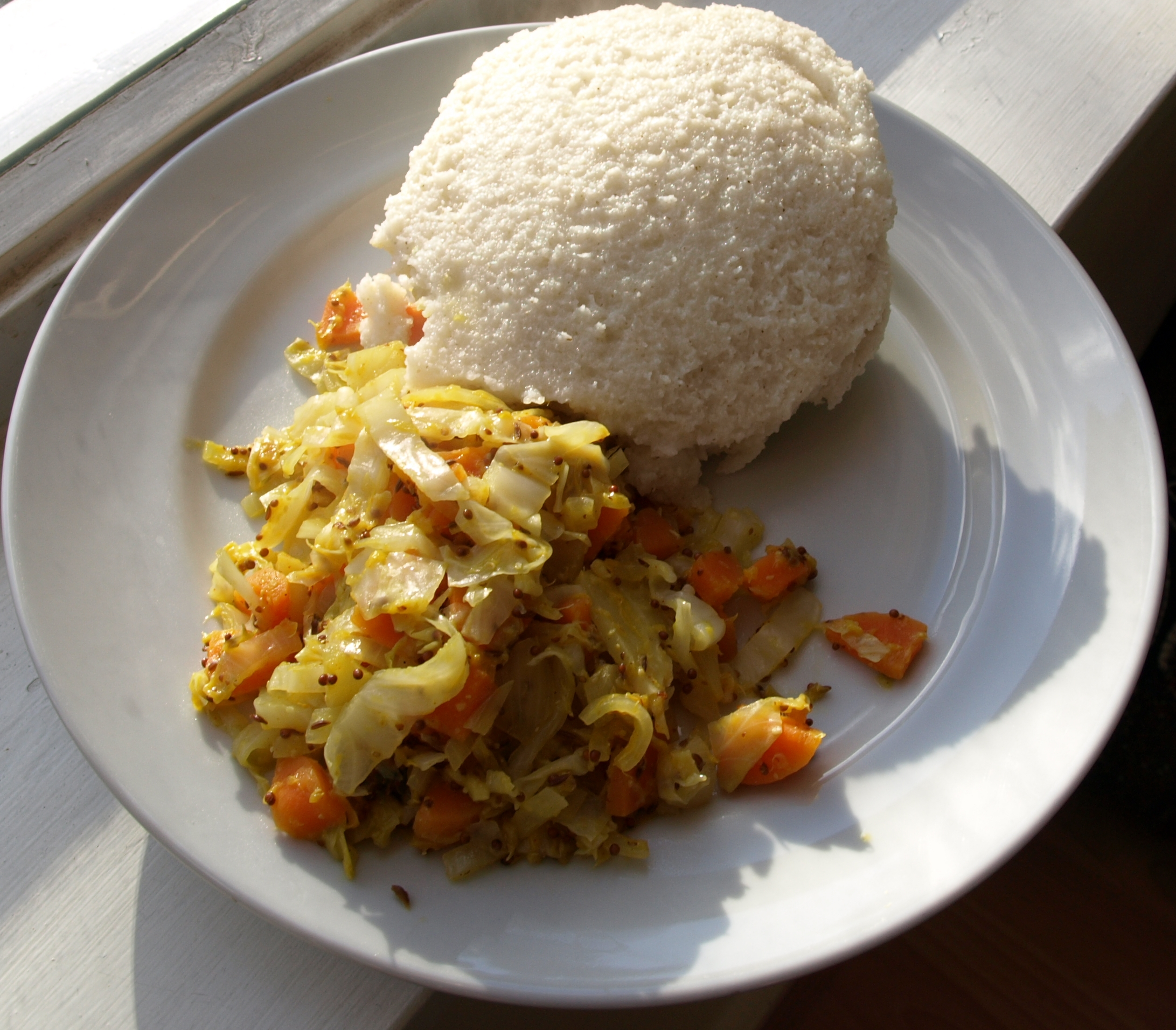
یک بشقاب اوگالی و کلم

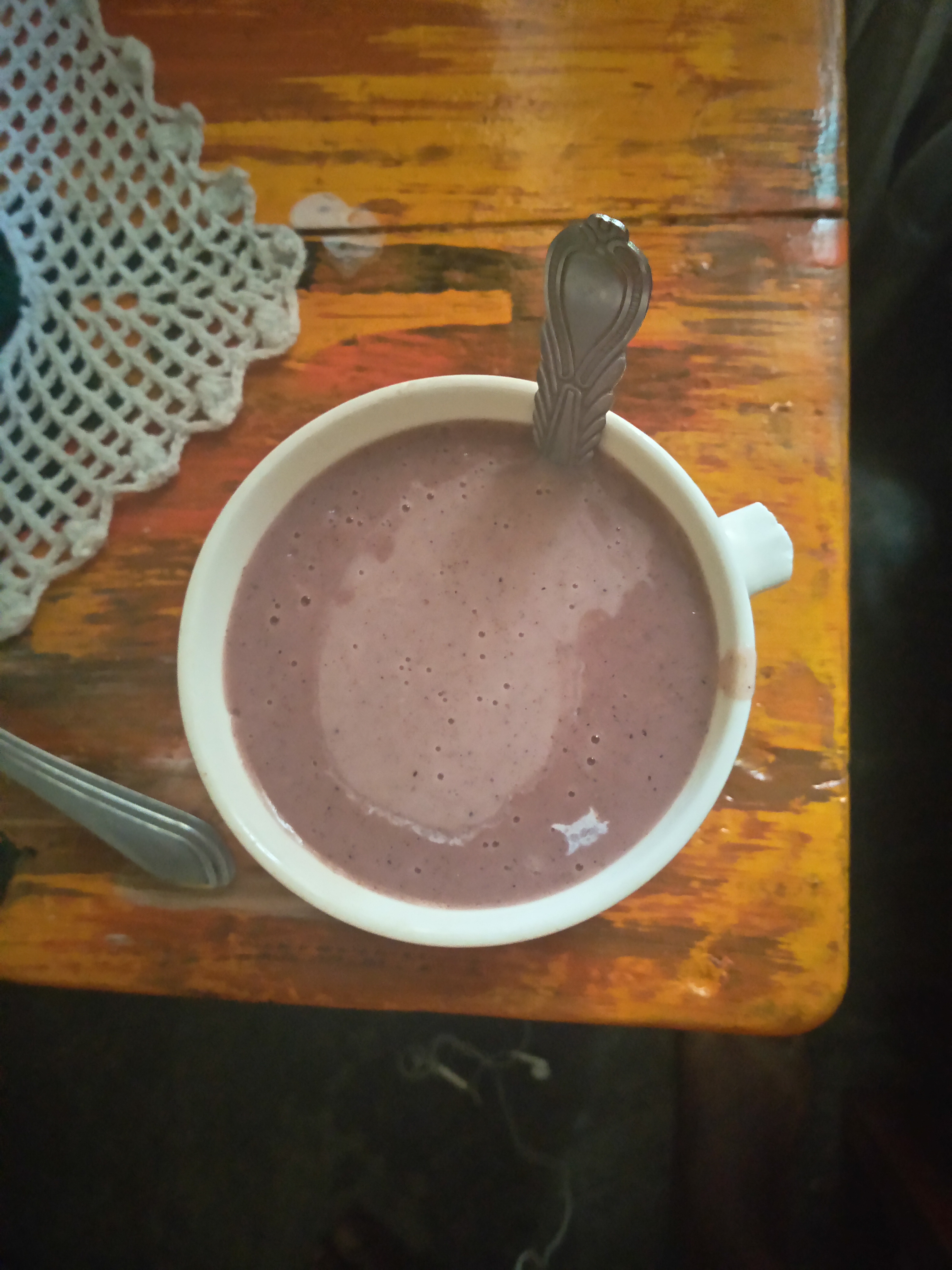
ایجیکوما

غذاهای مختلفی از طیف وسیعی از غذاهای اساسی مصرف شده ایجاد شده‌اند. اوگالی (یا بوگالی) که در سراسر جنوب صحرای آفریقا خورده می‌شود، خمیری است که از ذرت و آب تهیه می‌شود تا قوامی شبیه فرنی ایجاد کند. ایزومبه از برگ‌های له شده کاساوا تهیه می‌شود و با گوشت یا ماهی سرو می‌گردد.
ماتوکه غذایی است که از موز پخته شده یا بخارپز تهیه می‌شود. ایبیهازا از کدو تنبل‌های تکه‌تکه شده تهیه شده، با لوبیا مخلوط شده و بدون پوست جوشانده می‌شود. خمیر بادام زمینی ikinyiga و خمیر آرد ارزن umutsima w'uburo از آب جوش و آرد تهیه شده و مخلوط می‌شوند تا به قوام فرنی مانند برسند. در رستوران‌های پایتخت کیگالی، مردم محلی و مهاجران انواع غذاهای بین‌المللی از جمله سبک‌های هندی، چینی، ایتالیایی و آفریقایی را مصرف می‌کنند. در سایر شهرها و شهرک‌ها، غذا ساده‌تر است و اغلب شامل مرغ، ماهی، بز یا استیک است که با برنج یا سیب‌زمینی سرخ کرده سرو می‌شود.

## نوشیدنی‌ها
شیر یک نوشیدنی رایج در میان مردم رواندا است. ایجیکوما که به نام فرنی نیز شناخته می‌شود، یک نوشیدنی معمول در وعده صبحانه است که توسط ورزشکاران و مادران شیرده مصرف می‌شود. دیگر نوشیدنی‌های محبوب در رواندا شامل آب میوه، شراب، آبجو و نوشابه (فانتا) برای کسانی که الکل نمی‌نوشند، است. آبجوهای تجاری نوشیدنی در رواندا عبارتند از Primus, ,,Mützig و آمستل. در مناطق روستاییاورواگواwکه a نوعی آبجو است که از آب تخمیر شده موز که با آرد سورگوم بوداده مخلوط شده، تهیه می‌شود.
آبجو در آیین‌ها و مراسم سنتی وجود داشته و عموماً فقط توسط مردان مصرف می‌شود. ایکیگیج یک نوشیدنی الکلی است که از سورگوم خشک تهیه می‌شود و تصور می‌گردد دارای خواص دارویی است. اوبوکی از عسل تخمیر شده با ۱۲ درصد الکل تهیه می‌شود.